# Rayososaurus agrionensis
 Rayososaurus agrionensis es la única especie conocida del género extinto Rayososaurus  (“lagarto de Rayoso”) de dinosaurio saurópodo rebaquisáurido, que vivió a mediados del período Cretácico, hace aproximadamente entre 99 a 95 millones de años, en el Cenomaniense, en lo que es hoy Sudamérica. Se cree que el Rayososaurus llegaba a medir 12 metros de largo, una altura de 4 metros y un peso de 3 toneladas, siendo más pequeño que otros rebaquisáuridos. Su escápula en forma de raqueta es típica de este grupo. Rayososaurus proviene de la Formación Rayoso, en la Provincia del Neuquén, Argentina, cerca de Agrio del Medio, de donde proviene su nombre específico, fue descrito en 1995 por José Fernando Bonaparte. Se encontraron una fíbula parcial, una escápula parcial y un fémur. Existe la posibilidad de que restos de este dinosaurio se hayan encontrado en el noroeste del Brasil.

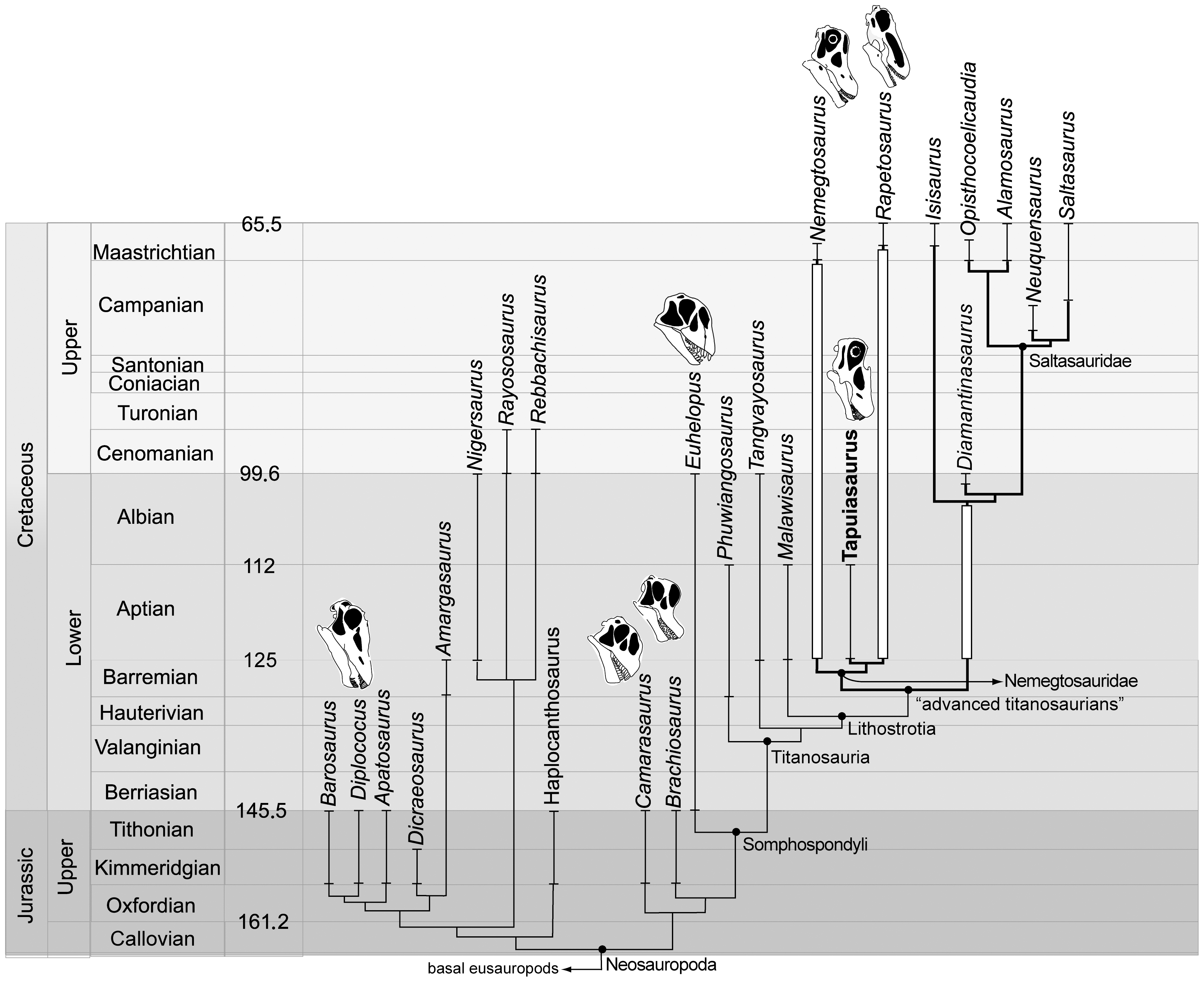
Filogenia del Neosauropoda con Rayososaurus.

Rayososaurus es considerado como un nomen dubium por Calvo y Salgado. Sin embargo, Bonaparte defiende la posición donde él ha colocado como el más basal de la familia Rebbachisauridae, debido a la escápula con forma de raqueta típica de la familia. Rayososaurus es extremadamente similar a Rebbachisaurus y existe cierto debate sobre si Rayososaurus es de hecho un género separado. Sin embargo, las diferencias morfológicas y temporales tienden a apoyar la distinción. 